# Del mio meglio n. 6 - Live
Del mio meglio n. 6 - Live è una raccolta della cantante italiana Mina, pubblicata a giugno del 1981 dall'etichetta discografica di proprietà dell'artista PDU e distribuita dalla EMI Italiana.

## Descrizione
Sesto volume della serie Mina...del mio meglio, il primo composto esclusivamente di brani tratti da concerti dal vivo e, pertanto, privo di inediti.
Anche l'ultima raccolta della collana, la decima (Del mio meglio n. 10 - Live), pubblicata nel 2006 e disponibile soltanto insieme a tutte le altre nel cofanetto a tiratura limitata denominato "Monster Box", intitolato Ascoltami, Guardami, è una compilation di soli brani live. 
Come tutte le raccolte, ufficiali e non, nel 2012 è stata rimossa dalla discografia ufficiale dell'artista.
Distribuita anche su musicassetta (PMA 725) e CD (CDP 7467642, anche in Svizzera), ha un'edizione digitale su CD del 2001 a cura della EMI Italiana (EMI 5365682).
Sul disco i brani sono in ordine cronologico e provengono dalle registrazioni, effettuate durante gli unici 3 concerti ufficiali della cantante, inserite negli album:
- Mina alla Bussola dal vivo del 1968, arrangiamenti di Augusto Martelli (Cry e C'è più samba)
- Dalla Bussola del 1972, arrangiamenti di Gianni Ferrio (Fiume azzurro e Someday)
- Mina Live '78 del 1978, arrangiamenti di Pino Presti (Sognando e tutti i titoli del lato B).

Il tecnico del suono è Nuccio Rinaldis.

## Tracce
L'anno indicato è quello di pubblicazione dell'album d'appartenenza (di cui nasconde il link).
Lato A
1. Cry – 3:31 (Churchill Kohlman; edizioni musicali Francis Day) – 1968
2. C'è più samba (Tem mais samba) – 3:32 (testo: Bruno Lauzi[3] – musica: Chico Buarque de Hollanda; edizioni musicali Fox) – 1968
3. Fiume azzurro – 3:42 (testo: Luigi Albertelli – musica: Enrico Riccardi; edizioni musicali PDU/Ritmi e canzoni) – 1972
4. Someday (You'll Want Me to Want You) – 6:57 (Jimmie Hodges; edizioni musicali Decca Records) – 1972
5. Sognando – 4:02 (Don Backy; edizioni musicali PDU/Alfiere) – 1978

Lato B - Tutti brani da Mina Live '78
1. Non può morire un'idea – 4:25 (Ivano Fossati; edizioni musicali RCA)
2. Medley – 8:06

1. Lacreme napulitane – 4:53 (testo: Libero Bovio – musica: Francesco Buongiovanni; edizioni musicali Santa Lucia)
2. We Are the Champions – 4:16 (Freddie Mercury; edizioni musicali Francis Day)